# Jan Kopecký
Jan Kopecký (Opočno, 28 januari 1982) is een Tsjechisch rallyrijder, al jarenlang actief voor het fabrieksteam van Škoda in verschillende (internationale) kampioenschappen.

## Carrière

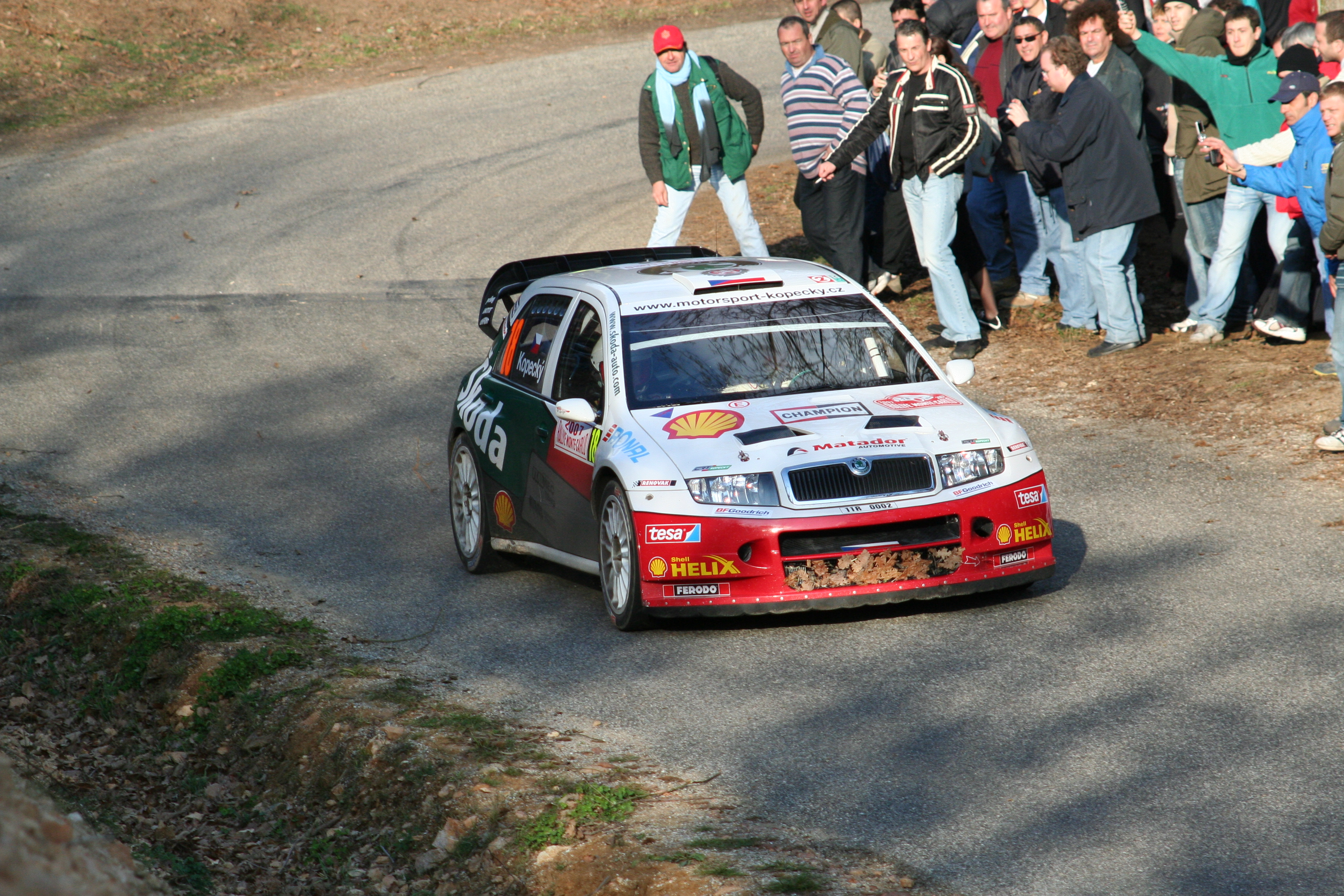
Kopecký met de Fabia WRC tijdens de Rally van Monte Carlo in 2007

Jan Kopecký begon zijn loopbaan in de autosport op het circuit, maar stapte vervolgens over naar de rallysport, waar hij in 2001 zijn debuut in maakte. Na al sprintkampioen te zijn geweest in eigen land, schreef hij in 2004 ook de titel in het sterk bezette Tsjechisch rallykampioenschap op zijn naam achter het stuur van een Škoda Fabia WRC. Met deze auto werd hij vanaf het 2005 seizoen een reguliere verschijning in het wereldkampioenschap rally, waar hij drie jaar eerder zijn eerste opwachting al maakte. Tijdens de WK-ronde van Catalonië in 2005, greep hij met een achtste plaats naar zijn eerste WK-kampioenschapspunt toe. In het 2006 seizoen reed hij met de Fabia WRC als privé-rijder rond in een groter programma. Hij wist in drie gevallen een puntenscorende positie af te dwingen, met als beste resultaat een vijfde plaats in Catalonië. Daarnaast won hij ook drie klassementsproeven dat seizoen, waarvan twee tijdens de WK-ronde van Duitsland. Ook in het 2007 seizoen ging hij in deze vorm verder. Hij behaalde dit keer in vijf WK-rally's punten, met ditmaal in Duitsland zijn beste resultaat, waar hij eveneens als vijfde over de streep kwam.

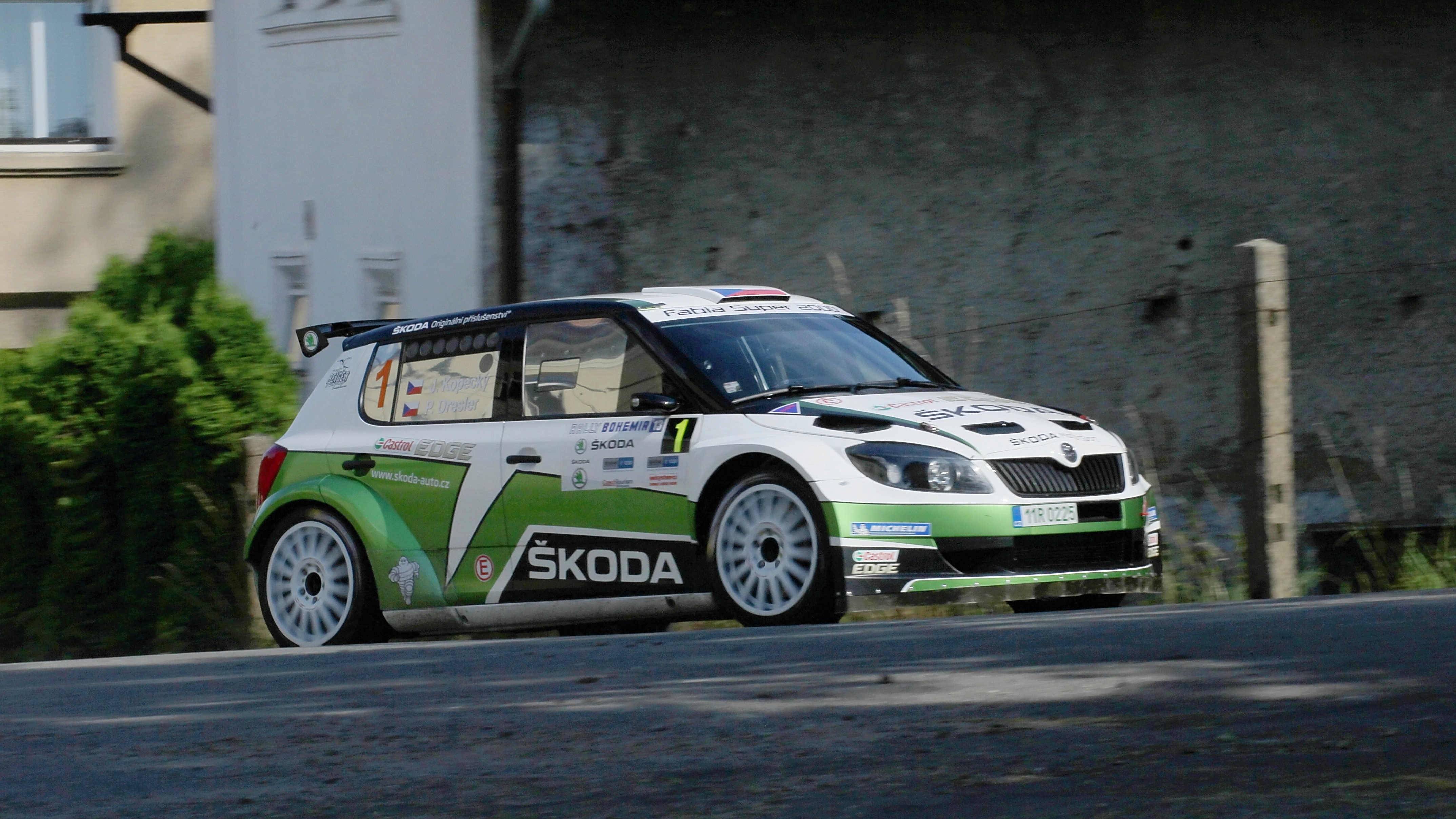
Kopecký met de Škoda Fabia S2000 tijdens een Tsjechische rally in 2013

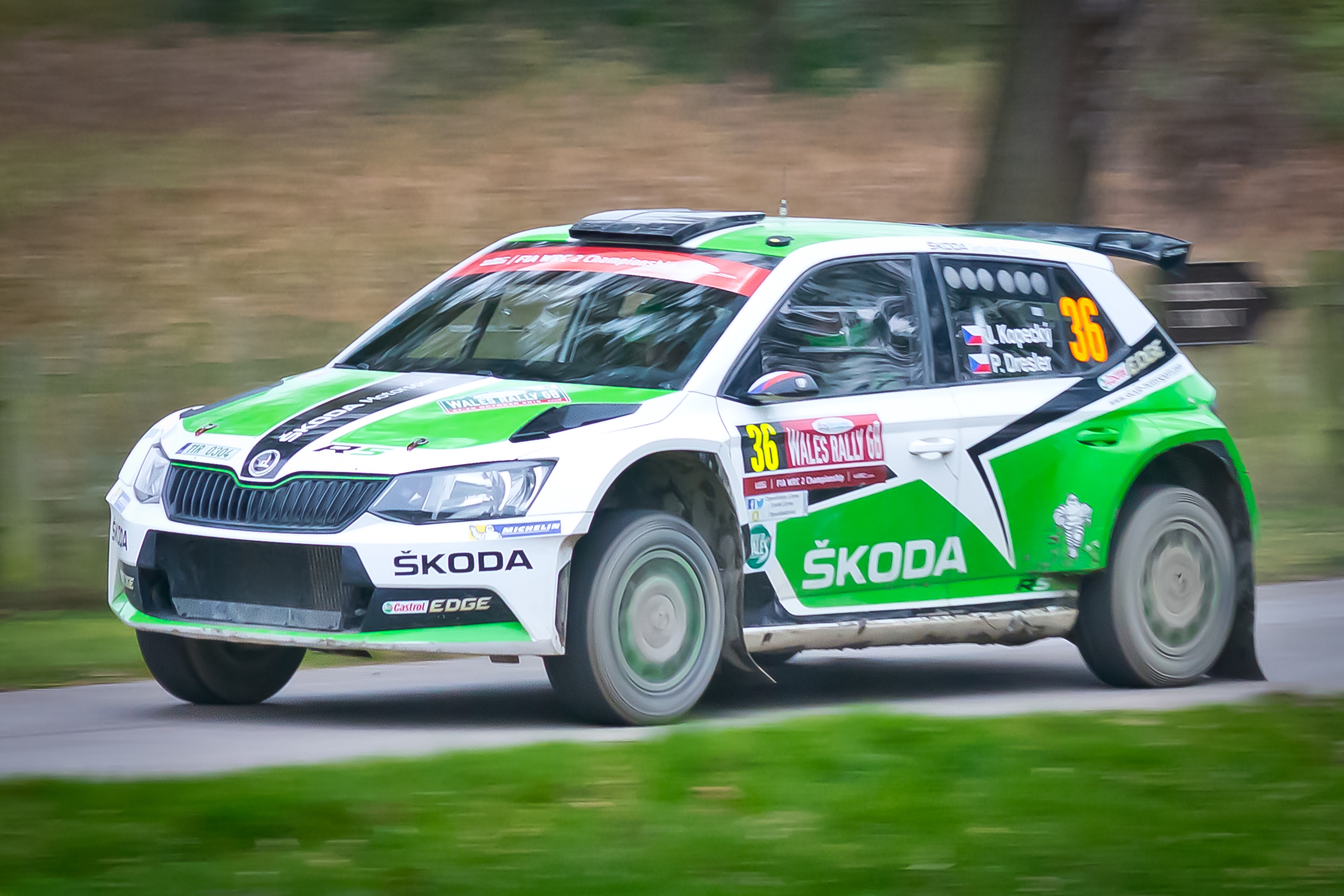
Opnieuw actief in het WK-rally met de Fabia R5, hier in Groot-Brittannië 2016

In 2008 stapte Kopecký over naar de Intercontinental Rally Challenge. Eerst was hij daarin actief met een Peugeot 207 S2000, maar in 2009 keerde hij terug bij het officiële Škoda fabrieksteam, die dat jaar de Škoda Fabia S2000 debuteerden. Kopecký won dat jaar twee rondes van het IRC en eindigde in het kampioenschap uiteindelijk als tweede. 2010 verliep bij tijden moeizamer, en hij behaalde dit keer maar één overwinning. In het kampioenschap eindigde hij toch als tweede achter teamgenoot Juho Hänninen. Ook in 2011 kwam Kopecký voor Škoda uit in het IRC. Hij won twee rondes en behaalde ook meerdere podium resultaten, maar verloor uiteindelijk de titelstrijd toch aan Andreas Mikkelsen, al kwam hij dit keer aan het eind slechts een halve punt tekort. In 2012 reed Kopecký in dezelfde vorm een kleiner programma in het IRC, waarin hij opnieuw twee keer won en in het kampioenschap ook wederom als runner-up eindigde achter Mikkelsen, al was het punten verschil nu een stuk groter. Datzelfde jaar wist hij wel voor de tweede keer de Tsjechische titel op zijn naam te schrijven.
Kopecký won met Škoda de openingsronde van het vernieuwde Europees kampioenschap in 2013 tijdens de Jänner Rally in Oostenrijk. In het restant van het EK-seizoen won hij nog eens vijf keer, en schreef uiteindelijk op dominante wijze zijn eerste Europese titel op zijn naam. In 2014 reed hij met Škoda een programma in het Azië-Pacific rallykampioenschap en ook daarin zou hij naar de titel grijpen. In 2015 introduceerde Škoda de Fabia R5, waarmee Kopecký datzelfde jaar, en vervolgens in 2016, 2017 en 2018, opnieuw aan de haal ging met de titel in het Tsjechisch kampioenschap. Daarbij heeft hij tot nog toe alle rally's waarin hij aan deelnam in het kampioenschap weten te winnen. Škoda Motorsport heeft Kopecký sinds de intrede van de Fabia R5 ook weer ingezet tijdens rondes van het wereldkampioenschap rally, waar hij sinds 2008 niet meer aan deelnam, maar hier nu voor het team uitkomt in zogenaamde WRC-2 categorie voor R5-auto's. Tot en met 2017 won Kopecký ieder seizoen één keer in zijn klasse en wist in het algemene klassement ook meerdere top tien resultaten te boeken. In het 2018 seizoen zegevierde hij vier keer in zijn klasse en greep hij naar zijn eerste WRC-2 titel. Ook qua puntenaantal in het algemene rijderskampioenschap was het zijn meest succesvolle seizoen in het WK rally.

## Complete resultaten in het wereldkampioenschap rally
| Seizoen | Inschrijving                      | Auto                           | 1      | 2      | 3       | 4      | 5      | 6      | 7       | 8      | 9       | 10      | 11      | 12      | 13      | 14      | 15      | 16     | Pos. | Punten |
| ------- | --------------------------------- | ------------------------------ | ------ | ------ | ------- | ------ | ------ | ------ | ------- | ------ | ------- | ------- | ------- | ------- | ------- | ------- | ------- | ------ | ---- | ------ |
| 2002    | Matador Czech National Team       | Toyota Corolla WRC             | MON    | ZWE    | FRA     | SPA    | CYP    | ARG    | GRI     | KEN    | FIN     | DUI DNF | ITA     | NZL     | AUS     | GBR     |         |        | –    | 0      |
| 2003    | Škoda Matador Czech National Team | Škoda Octavia WRC Evo 3        | MON    | ZWE    | TUR     | NZL    | ARG    | GRI    | CYP     | DUI 20 |         |         |         |         |         | GBR DNF |         |        | –    | 0      |
| 2003    | Jan Kopecký                       | Mitsubishi Lancer Evo VII      |        |        |         |        |        |        |         |        | FIN 32  | AUS     | ITA     | FRA     | SPA     |         |         |        | –    | 0      |
| 2004    | Škoda Motorsport                  | Škoda Fabia WRC                | MON    | ZWE    | MEX     | NZL    | CYP    | GRI    | TUR     | ARG    | FIN     | DUI     | JPN     | GBR     | ITA     | FRA     | SPA DNF | AUS    | –    | 0      |
| 2005    | Jan Kopecký                       | Mitsubishi Lancer Evo VII      | MON    | ZWE 37 | MEX     | NZL    | ITA    | CYP    | TUR     | GRI    | ARG     | FIN     |         |         |         |         |         |        | 26   | 1      |
| 2005    | Škoda Motorsport                  | Škoda Fabia WRC                |        |        |         |        |        |        |         |        |         |         | DUI DNF | GBR     | JPN     | FRA 12  | SPA 8   | AUS    | 26   | 1      |
| 2006    | Czech Rally Team Škoda - Kopecký  | Škoda Fabia WRC                | MON 11 | ZWE 13 | MEX     | SPA 5  | FRA 10 | ARG    | ITA 17  | GRI 16 | DUI 7   | FIN 8   | JPN     | CYP     | TUR DNF | AUS     | NZL     | GBR 10 | 15   | 7      |
| 2007    | Czech Rally Team - Kopecký        | Škoda Fabia WRC                | MON 8  | ZWE 10 | NOO 8   | MEX    | POR 20 | ARG    | ITA DNF | GRI 7  | FIN DNF | DUI 5   | NZL     | SPA DNF | FRA 7   | JPN     | IER     | GBR 12 | 12   | 10     |
| 2008    | Jan Kopecký                       | Fiat Abarth Grande Punto S2000 | MON    | ZWE    | MEX DNF | ARG    | JOR    | ITA    | GRI     | TUR    | DUI     | FIN     | NZL     | SPA     | FRA     | JPN     | GBR     |        | –    | 0      |
| 2015    | Škoda Motorsport                  | Škoda Fabia R5                 | MON    | ZWE    | MEX     | ARG    | POR    | ITA 9  | POL     | FIN    | DUI 13  | AUS     | FRA     |         |         |         |         |        | 25   | 3      |
| 2015    | Škoda Motorsport II               | Škoda Fabia R5                 |        |        |         |        |        |        |         |        |         |         |         | SPA 10  | GBR     |         |         |        | 25   | 3      |
| 2016    | Škoda Motorsport                  | Škoda Fabia R5                 | MON    | ZWE    | MEX     | ARG    | POR 19 | ITA 10 | POL     | FIN    | DUI 9   | CHN C   | FRA 12  | SPA 8   | GBR 16  | AUS     |         |        | 19   | 7      |
| 2017    | Škoda Motorsport                  | Škoda Fabia R5                 | MON 8  | ZWE    | MEX     | FRA 16 | ARG    | POR    |         |        |         | DUI 11  |         |         |         |         |         |        | 16   | 7      |
| 2017    | Škoda Motorsport II               | Škoda Fabia R5                 |        |        |         |        |        |        | ITA 10  | POL    | FIN     |         | SPA 9   | GBR     | AUS     |         |         |        | 16   | 7      |
| 2018    | Škoda Motorsport II               | Škoda Fabia R5                 | MON 10 | ZWE    | MEX     | FRA 8  | ARG    | POR    | ITA 8   | FIN    | DUI 9   | TUR 7   | GBR     | SPA 13  | AUS     |         |         |        | 15   | 17     |
| 2019*   | Škoda Motorsport                  | Škoda Fabia R5 Evo             | MON    | ZWE    | MEX     | FRA    | ARG    | CHL    | POR 8   | ITA 10 | FIN     | DUI 11  | TUR 11  | GBR 18  | SPA 11  | AUS     |         |        | 19   | 5      |

* Seizoen loopt nog.